# Walter Baetke
Walter Hugo Hermann Baetke (* 28. März 1884 in Sternberg (Neumark); † 15. Februar 1978 in Leipzig) war ein deutscher germanistischer und skandinavistischer Mediävist und Religionswissenschaftler.

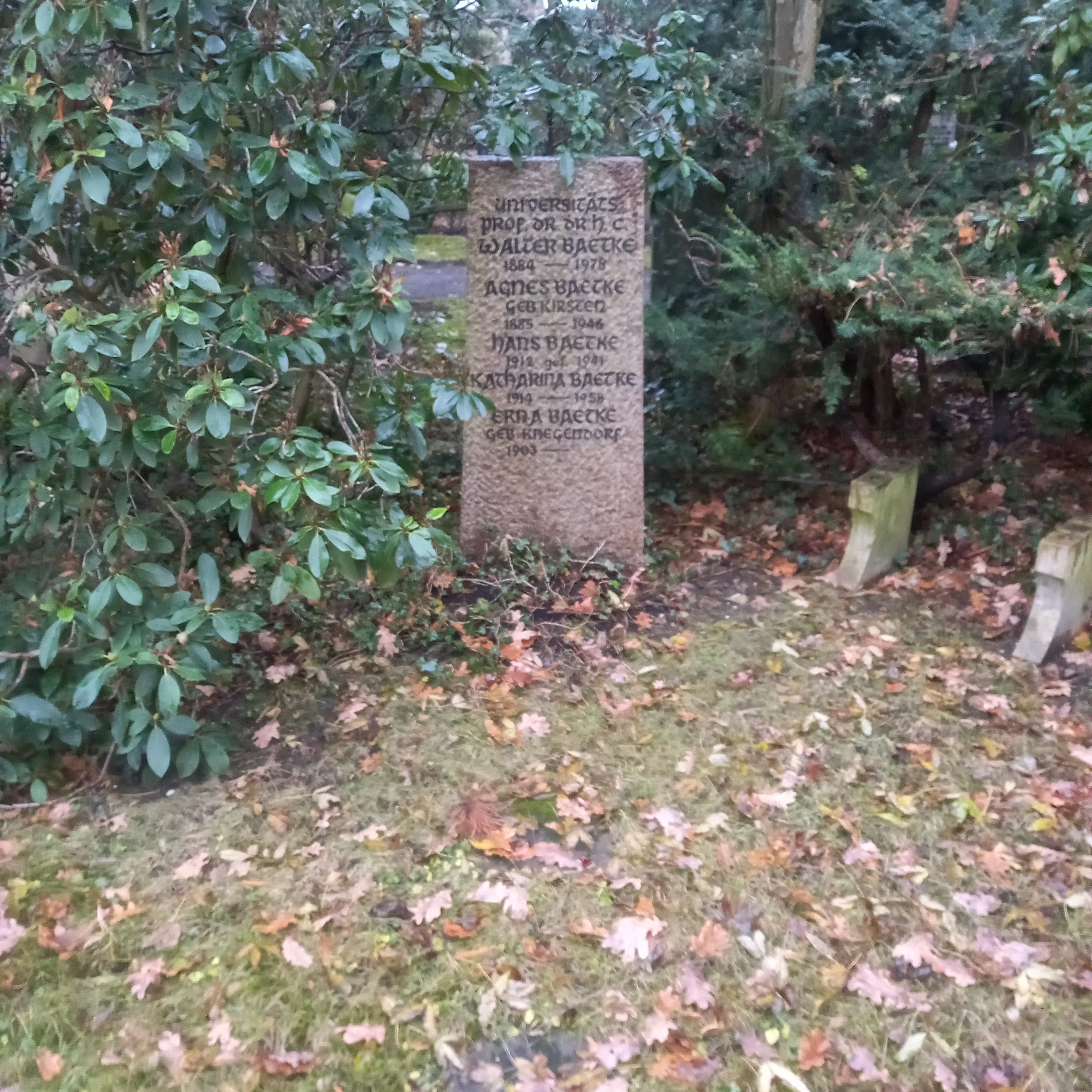
Das Grab von Walter Baetke und seiner Ehefrau Agnes geborene Kirsten auf dem Südfriedhof (Leipzig)

## Leben
Baetke studierte von 1902 bis 1907 Germanistik, Anglistik, Pädagogik und Philosophie an den Universitäten Halle/Saale und Berlin und schloss 1907 mit dem Staatsexamen für das höhere Lehramt ab.
Danach war er zunächst an einigen Schulen tätig, bevor er sich wieder der Universität zuwandte. Er bekam 1934 einen Lehrauftrag für Germanische Religionsgeschichte und wurde 1936 zum Professor für Religionsgeschichte berufen. 1943 wurde er zum Ordentlichen Mitglied der Sächsischen Akademie der Wissenschaften gewählt.
Im Jahr 1946 wurde Baetke Ehrendoktor der Theologischen Fakultät zu Leipzig.
Im selben Jahr wurde er auf den Lehrstuhl für nordische Philologie an der Philologischen Fakultät der Universität Leipzig berufen. Er war von 1948 bis 1950 dort Dekan der Philosophischen Fakultät. Besonders tat er sich auf dem Gebiet für germanische Religionsgeschichte hervor und veröffentlichte zahlreiche Bücher zu diesem Thema.
1926 trat er in die DNVP ein, der er bis 1932 angehörte. 1934 bis zum Kriegsende war er Mitglied des NSDAP-Organisation Nationalsozialistische Volkswohlfahrt. 1946 trat er in die SED ein.

## Schriften
- Wörterbuch zur altnordischen Prosaliteratur, Akademie Verlag, 8. unveränderte Auflage, Berlin 2008. ISBN 978-3-05-004897-0.
- Art und Glaube der Germanen Hanseatische Verlagsanstalt Hamburg, Hamburg 1934.
- Das Heilige im Germanischen J.C.B. Mohr, Tübingen 1942.
- Vom Geist und Erbe Thules. Aufsätze zur nordischen und deutschen Geistes- und Glaubensgeschichte, Vandenhoeck & Ruprecht, Göttingen 1944.
- Yngvi und die Ynglinger; eine quellenkritische Untersuchung über das nordische "Sakral-Köningtum". Sächsische Akademie der Wissenschaften zu Leipzig: Philologisch-historische Klasse: Sitzungsberichte. Berlin: Akademie, 1964.
- Das Svoldr-Problem. In: Berichte über die Verhandlungen der Sächsischen Akademie der Wissenschaften zu Leipzig, Jahrg. 58, Berlin 1951, S. 55–135.
- De Eikbom – Eine Auswahl niederdeutscher Dichtungen. Zusammen mit E. Walter, VEB Max Niemeyer Verlag, Halle (Saale) 1953.

## Übersetzung aus dem Altisländischen
- Islands Besiedlung und älteste Geschichte (= Thule. Altnordische Dichtung und Prosa. Bd. 23). Übertragen von Walter Baetke. Diederichs, Jena 1928.